# 鉀芒硝
鉀芒硝（英語：Aphthitalite）是一種含鉀硫酸鹽礦物，化學式為(K,Na)3Na(SO4)2。
它於1835年首次被描述為在意大利維蘇威火山上出現。鉀芒硝的英文名來自希臘語 ，意為「不可改變的」；以及，意為「鹽」，因為它在空氣中的穩定性。它在火山環境中以火山噴氣孔結殼的形式出現，在蒸發岩礦床和海鳥糞礦床中以小晶體和團塊的形式出現。它與噴氣孔中的芒硝、黃鉀鐵礬、鉀石鹽和赤鐵礦共生；在蒸發岩中和白鈉鎂礬、鉀石膏、芒硝、軟鉀鎂礬、硼砂和石鹽共生；以及海鳥糞礦床中和鉀石膏、磷鈣礦、三斜磷鈣石、硝石和石膏共生。